# Павлов, Кирилл Анатольевич
Кирилл Анатольевич Павлов (род. 13 сентября 1986) — казахстанский тяжёлоатлет, мастер спорта Республики Казахстан международного класса, клинический психолог.

## Биография
Выступал за «Динамо» (Алматы).
На Азиатских играх 2010 года в Гуанчжоу завоевал серебро в категории до 77 кг.
На чемпионат 2011 года был вторым в рывке, третьим — в толчке. Сумма 150+185=335 обеспечила лишь бронзовую медаль.
Участник Олимпиады — 2012 в Лондоне. В категории до 77 кг был 9-м (147 кг + 175 кг = 322 кг).
Бронзовый призёр Чемпионата мира по тяжёлой атлетике 2014 с результатом в рывке 157 кг, в толчке 195 кг, общая сумма 352 кг.

2016 год - тренер сборной города по тяжелой атлетике.
С 2016 года также психологическая подготовка профессиональных атлетов разных категорий и уровня.